# Кондер, Джосайя
Джосайя Кондер (англ. Josiah Conder, 28 сентября 1852 — 21 июня 1920) — британский архитектор, служивший иностранным советником при японском правительстве в период Мэйдзи.
Джосайя Кондер родился в лондонском районе Кенсингтон. По окончании Лондонского университета он два года работал на архитектора Вильяма Бёрджеса, известного приверженца неоготики, в 1876 году был награждён медалью Соэйна.
В 1877 году по запросу японского правительства Королевский институт британских архитекторов рекомендовал Кондера в качестве преподавателя в Императорский технический колледж в Токио. Там у Кондера учились пять знаменитых в будущем японских архитекторов — Тацуно Кинго, Катаяма Токума, Сонэ Тацудзо, Сатати Ситидзиро и Симода Кикутаро. В 1886 году ряд его бывших учеников основали Японский архитектурный институт и избрали Кондера его почётным президентом. Несмотря на проживание в Японии, Кондер продолжал поддерживать связи с Королевским институтом британских архитекторов, пока в 1888 году не отошёл полностью от преподавания и не открыл своё собственное дело.
Во время работы в Японии Кондер спроектировал свыше пятидесяти зданий, однако большинство из них не сохранилось до настоящего времени. Одной из первых его работ было превращение района Маруноути в современный деловой район в лондонском стиле. Именно Кондер спроектировал Рокумэйкан, ставший символом вестернизации в период Мэйдзи. В 1880-х годах он осуществил дизайн проекта православного Воскресенского собора в Токио (1891 год, перестроен после землетрясения в 1923 г. с изменениями по проекту Синъитиро Окады). По его проектам строились Имперский музей в Уэно, здание Министерства флота и др.
За выдающиеся заслуги в 1894 году Джозайя Кондер был награждён орденом Священного сокровища 3-го класса. В 1915 году он стал почётным доктором Токийского университета.
Кондер очень интересовался классическим японским искусством, и после долгих просьб был принят в официальные ученики художником Каванабэ Кёсаем, получив японское имя «Кёэй» (яп. 暁英 кё:эй). Позднее он познакомил Запад с японским искусством, опубликовав работы «The Flowers of Japan and The Art of Floral Arrangement» (1891), «Landscape Gardening in Japan» (1893) и «Paintings and Studies by Kawanabe Kyosai» (1911).
Джозайя Кондер остался в Японии на всю жизнь, и был похоронен в храме Гококу-дзи.

## Работы Джосайя Кондера

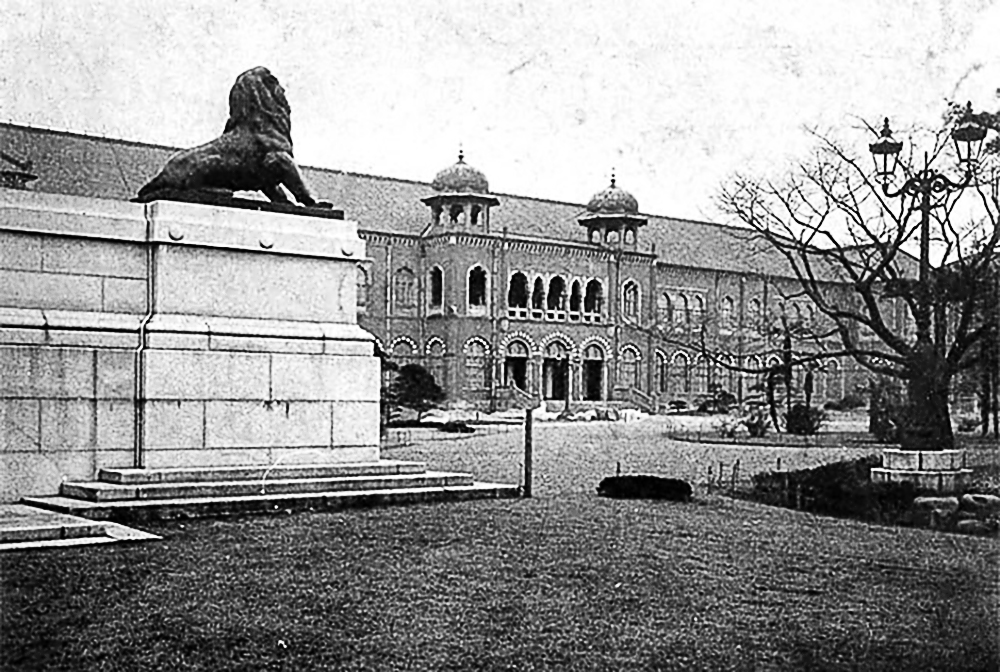
Токийский Императорский музей
Рокумэйкан
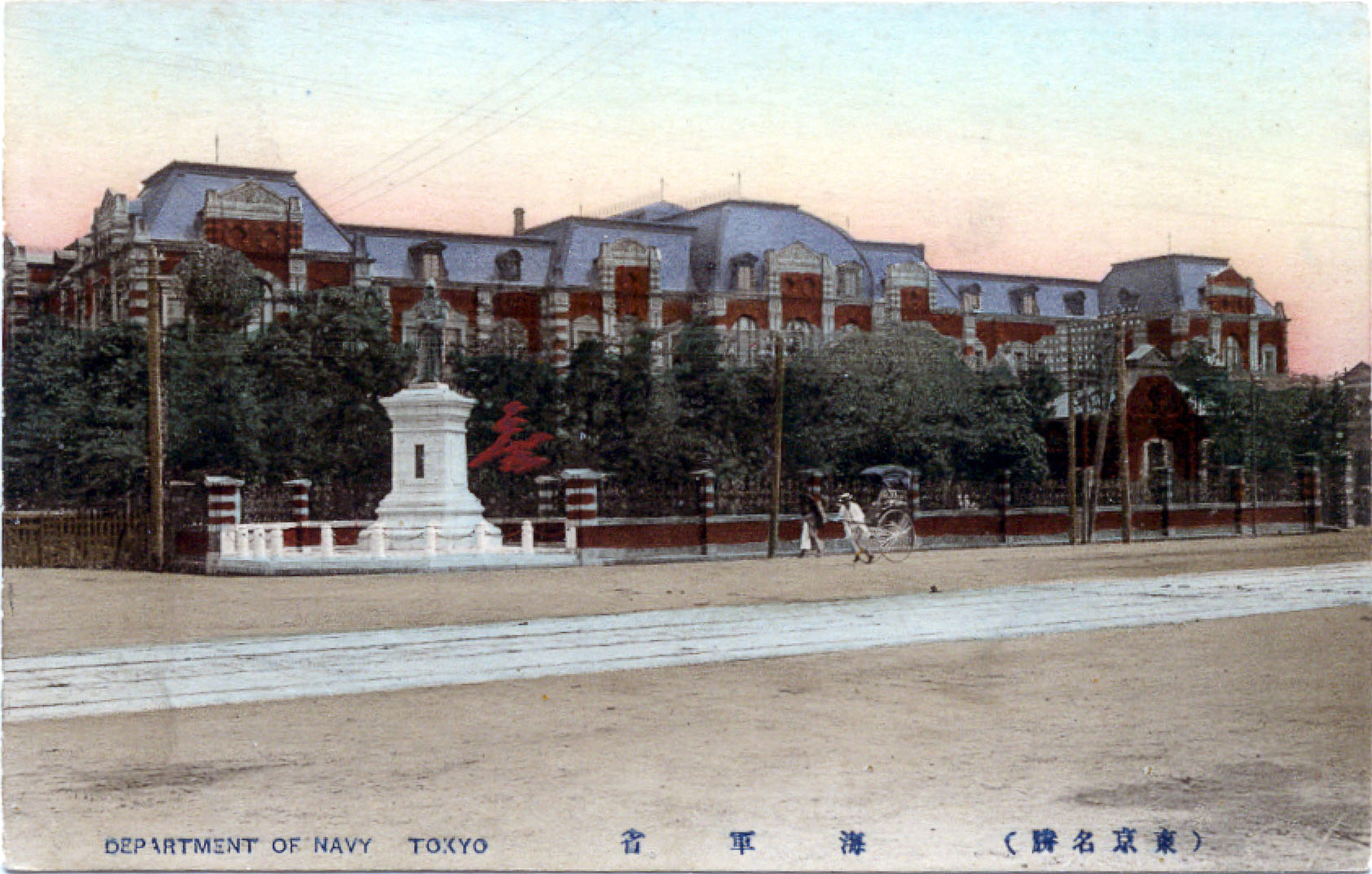
Министерство флота
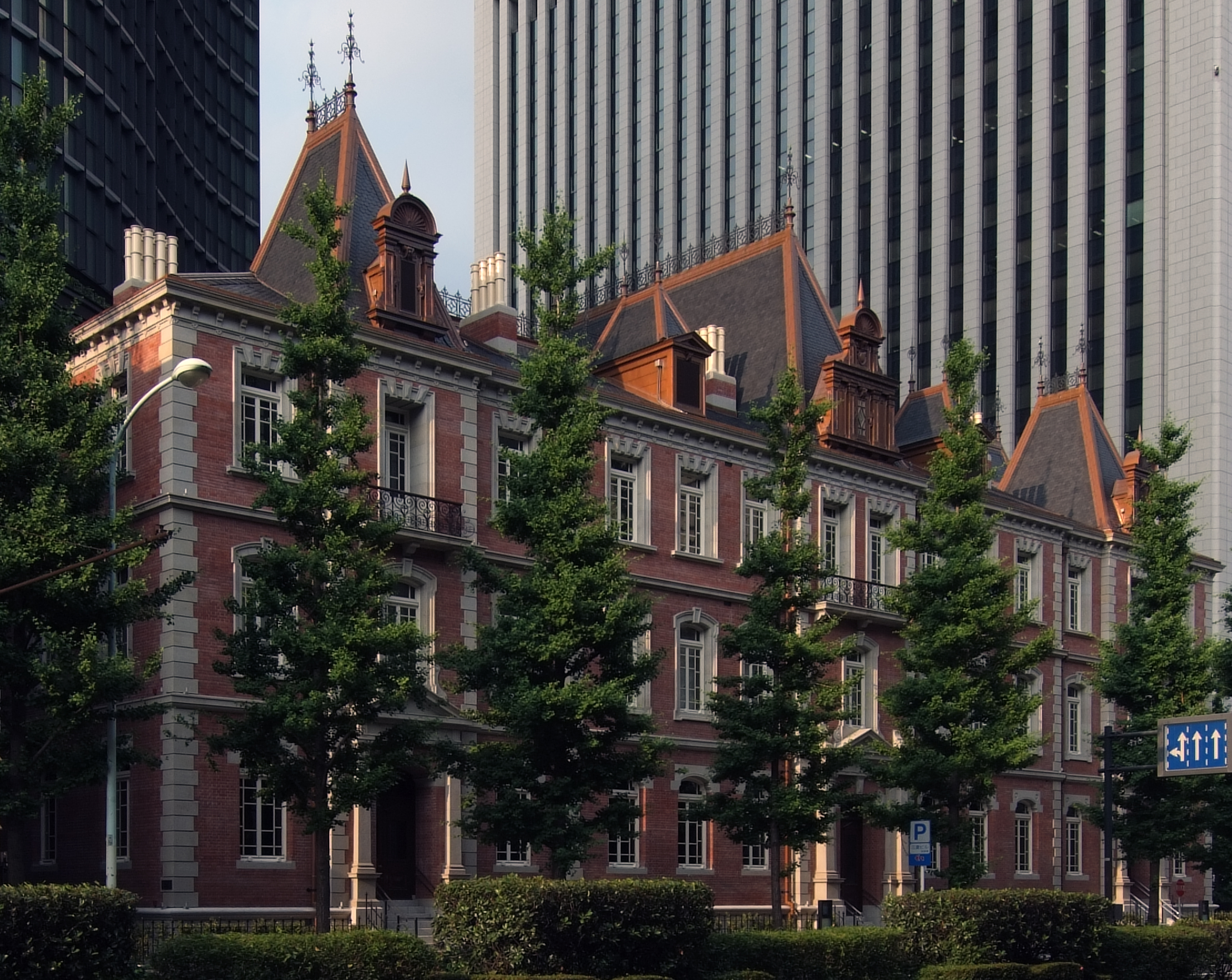
Здание компании Мицубиси
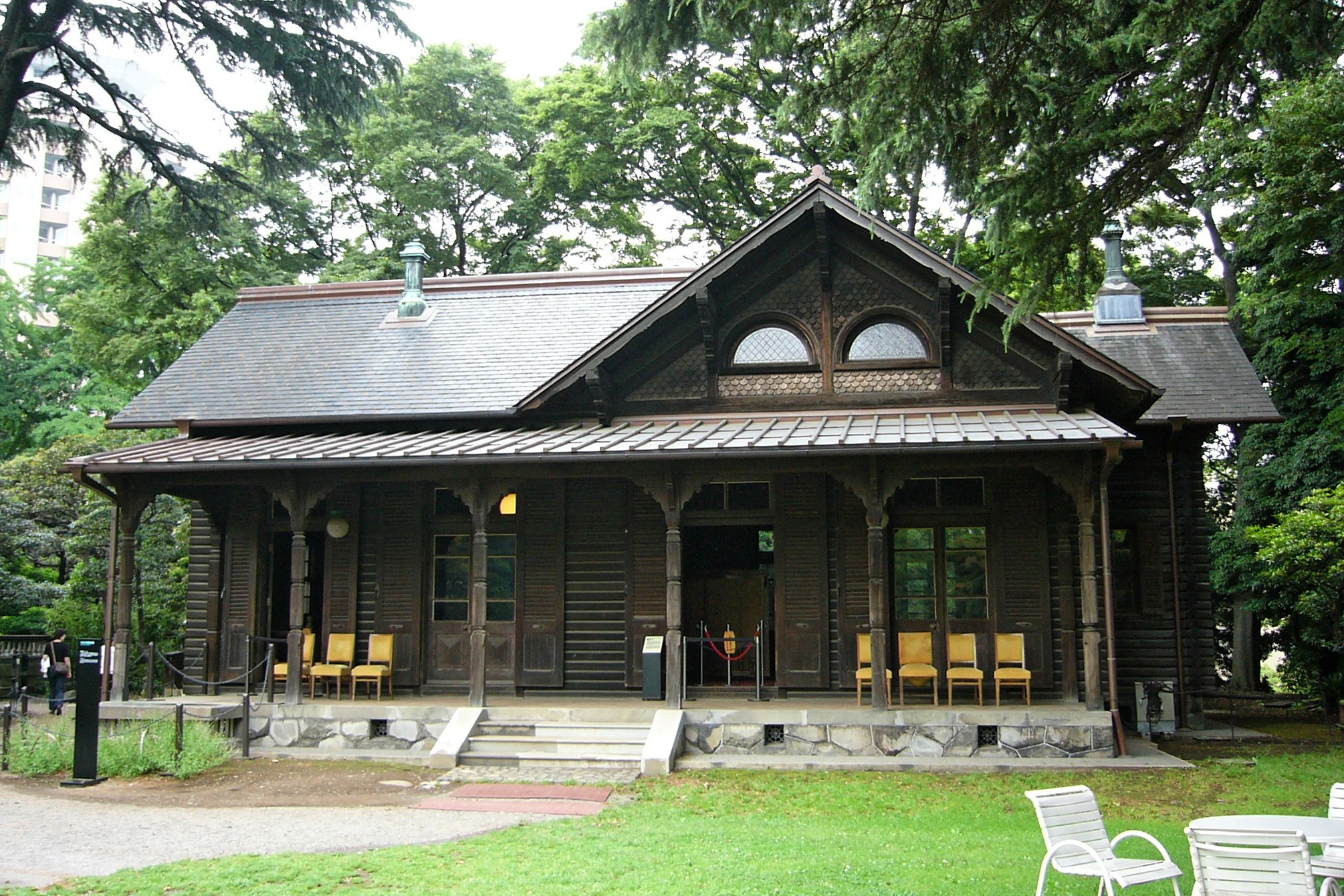
Павильон для игры в бильярд в саду виллы Ивасаки.(Сегодня сад «Кю-Ивасаки-тей[англ.]» в Токио)
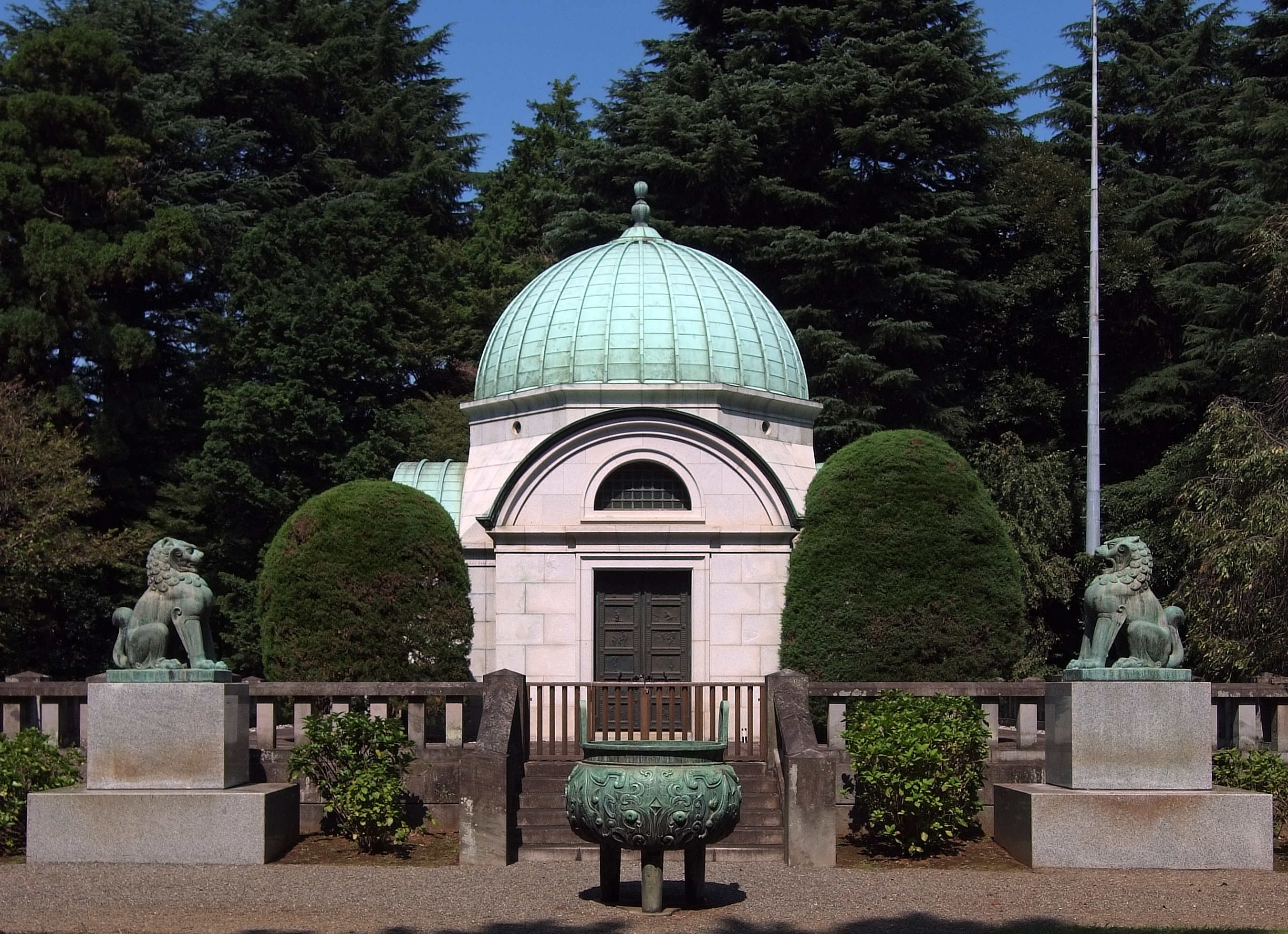
Мавзолей семьи Яносукэ Ивасаки
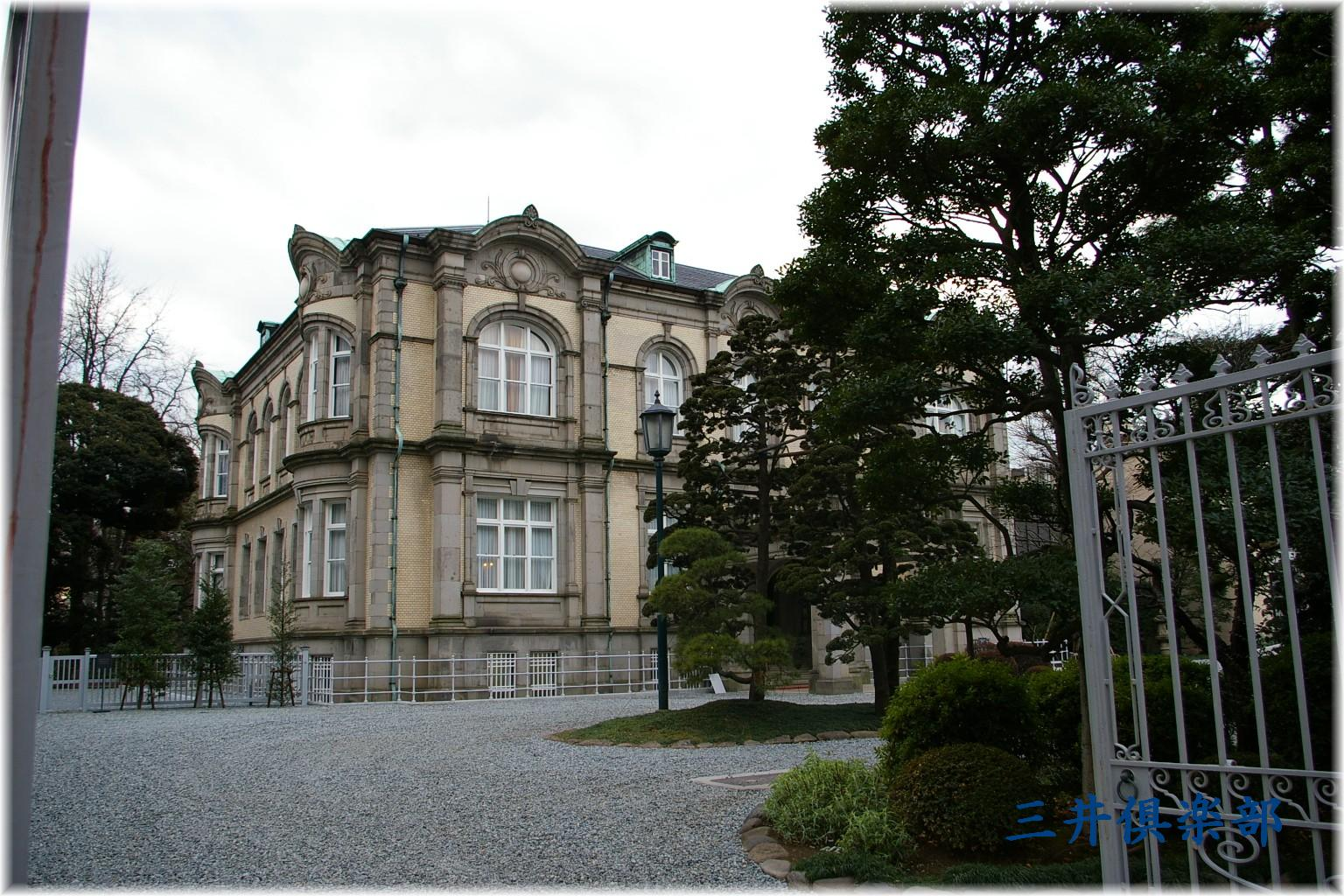
Клуб Цунамати Мицуи
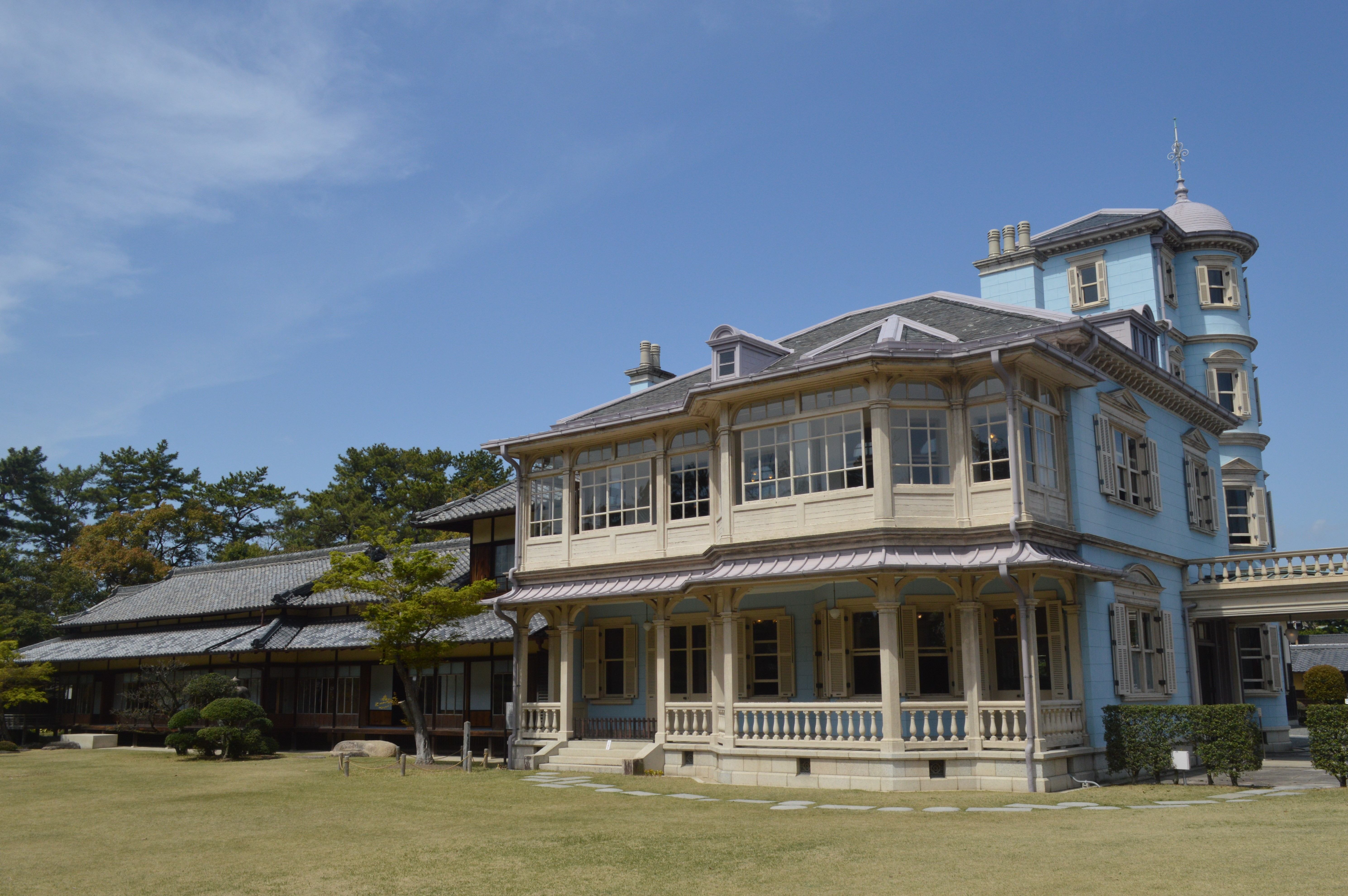
Роккаэн Ё-кан
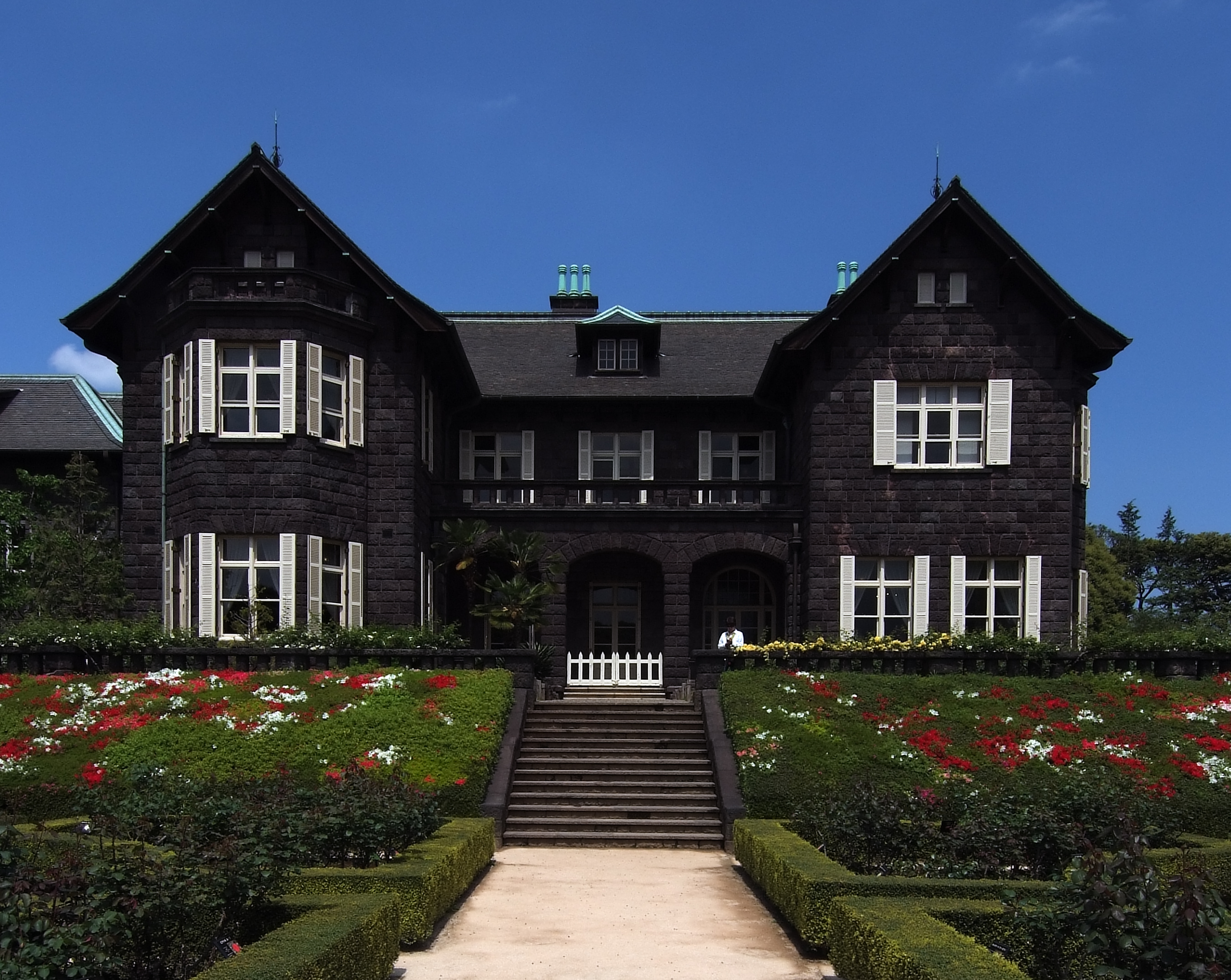
Здание в парке Кю-Фурукава
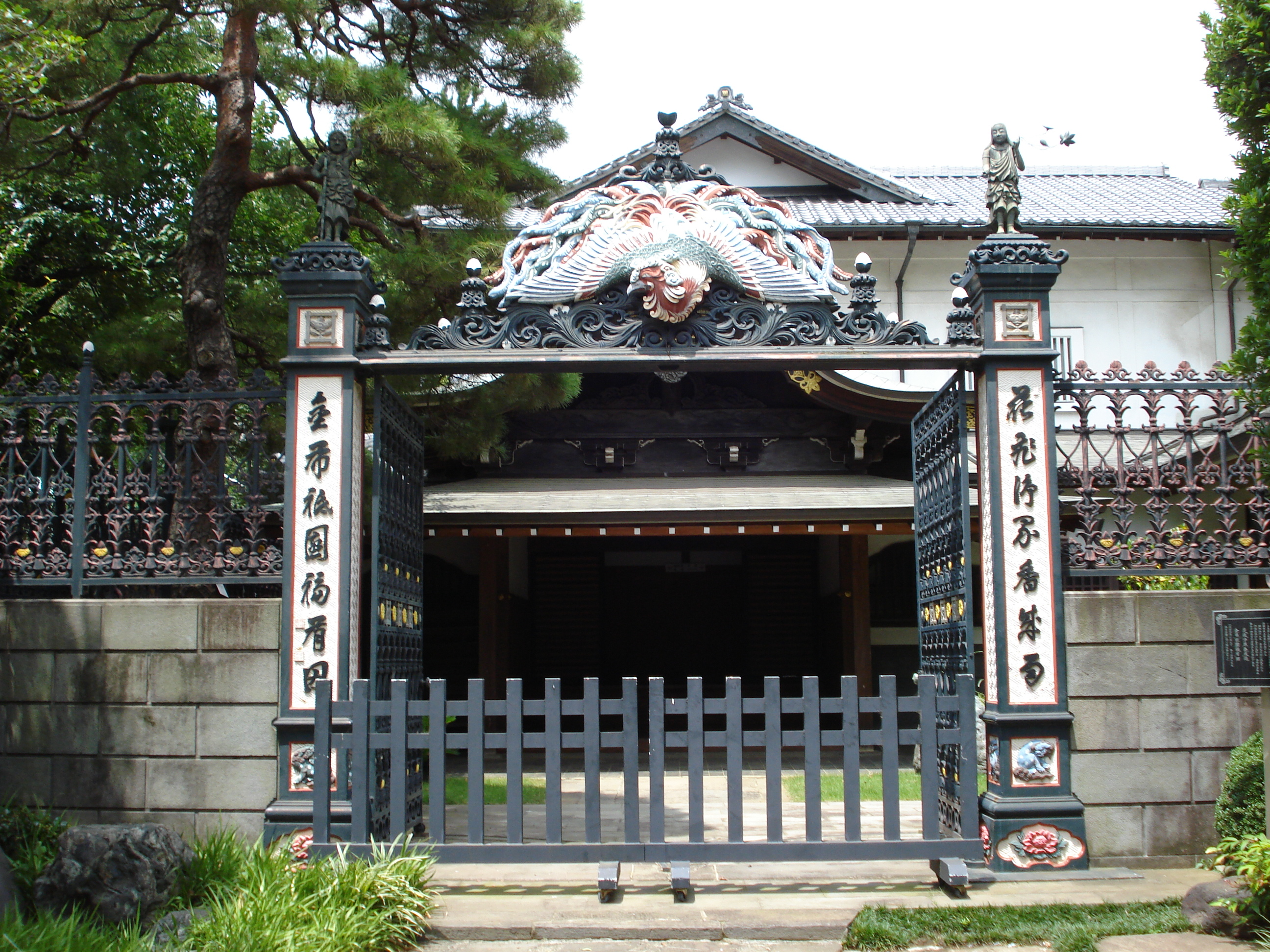
Мёходзи тэцумон